# Mick Carmody
Michael Joseph Carmody (sinh ngày 2 tháng 9 năm 1966 ở Huddersfield) là một cựu cầu thủ bóng đá thi đấu ở vị trí tiền vệ cho Huddersfield Town, Emley, Tranmere Rovers và Altrincham.
Ông từng thi đấu tại chung kết FA Vase 1988 cho Emley.